# Radicaal 178
Van de in totaal 214 Kangxi-radicalen heeft radicaal 178 de betekenis gelooid leer. Het is een van de elf radicalen die bestaat uit negen strepen.
In het Kangxi-woordenboek zijn er 100 karakters die dit radicaal gebruiken.

## Karakters met het radicaal 178

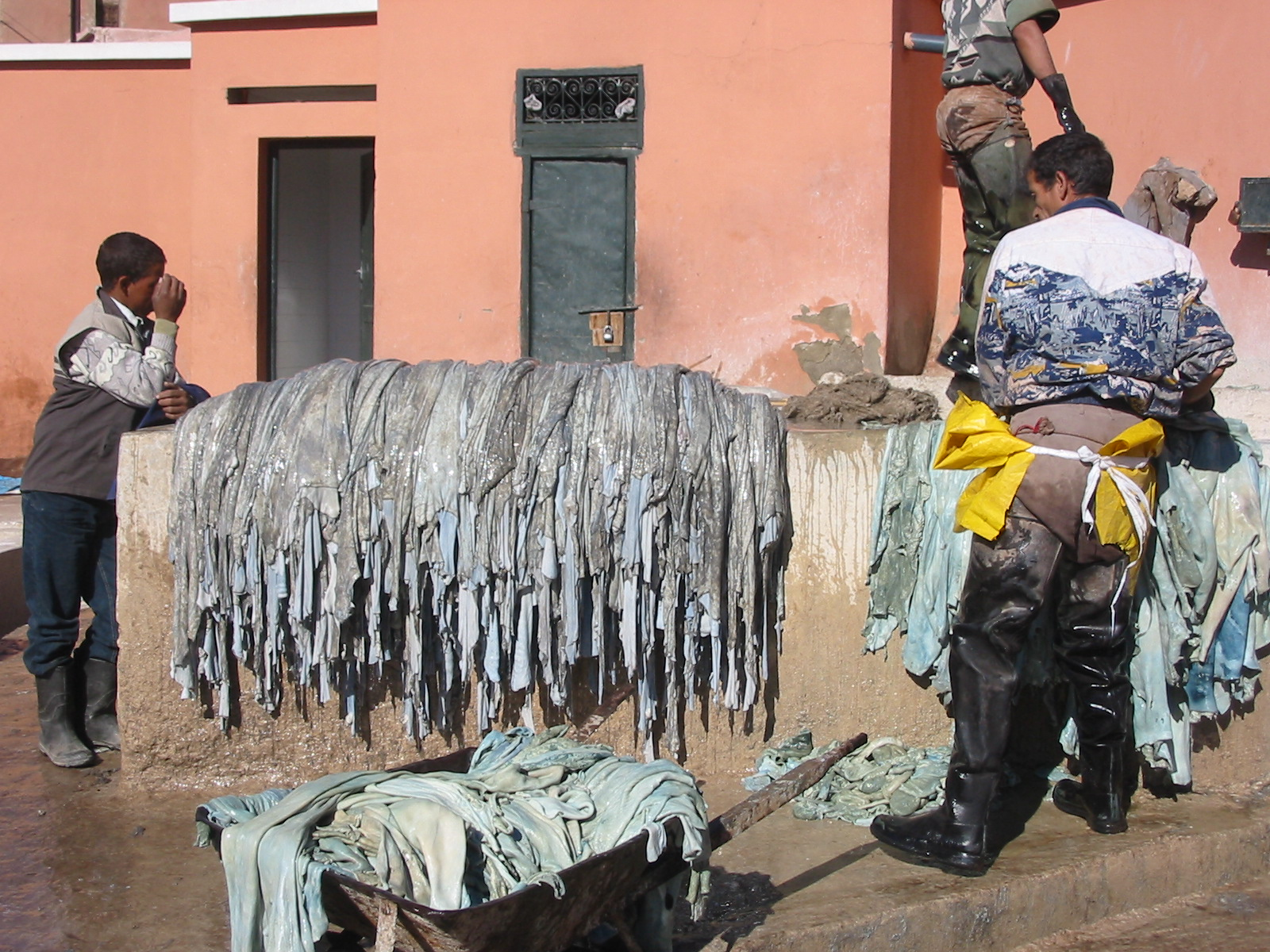
Gelooid leer in Marakesh, Marokko.

| Strepen | Traditioneel Karakter | Vereenvoudigd Karakter |
| ------- | --------------------- | ---------------------- |
| + 0     | 韋                    | 韦                     |
| + 3     | 韌                    | 韧                     |
| + 5     | 韍 韎                 | 韨                     |
| + 6     | 韏 韐 韑              |                        |
| + 7     | 韒                    |                        |
| + 8     | 韓 韔 韕              | 韩                     |
| + 9     | 韖 韗 韘 韙 韚        | 韪 韫                  |
| + 10    | 韜 韝 韞 韟           | 韬                     |
| + 11    | 韛 韠                 |                        |
| + 12    | 韡 韢                 |                        |
| + 13    | 韣                    |                        |
| + 15    | 韣                    |                        |